# Maratona aquática no Campeonato Mundial de Esportes Aquáticos de 2017 - 10 km masculino
Os 10 km da Maratona Aquática masculina é um dos eventos do Campeonato Mundial de Esportes Aquáticos de 2017 que foi realizado no dia 18 de julho de 2017 na cidade de Budapeste, na Hungria. 

## Medalhistas
| Ouro                 | Prata                   | Bronze                     |
| Ferry Weertman (NED) | Jordan Wilimovsky (USA) | Marc-Antoine Olivier (FRA) |

## Resultados
A prova foi realizada no dia 18 de julho às 10:00. 
| Pos.              | Nadador               | Nacionalidade      | Tempo     |
| ----------------- | --------------------- | ------------------ | --------- |
| Medalha de ouro   | Ferry Weertman        | Países Baixos      | 1:51:58.5 |
| Medalha de prata  | Jordan Wilimovsky     | Estados Unidos     | 1:51:58.6 |
| Medalha de bronze | Marc-Antoine Olivier  | França             | 1:51:59.2 |
| 4                 | Jack Burnell          | Reino Unido        | 1:52:00.8 |
| 5                 | Kristóf Rasovszky     | Hungria            | 1:52:01.7 |
| 6                 | David Aubry           | França             | 1:52:01.9 |
| 7                 | Simone Ruffini        | Itália             | 1:52:07.7 |
| 8                 | Evgeny Drattsev       | Rússia             | 1:52:10.1 |
| 9                 | Brendan Casey         | Estados Unidos     | 1:52:18.6 |
| 10                | Federico Vanelli      | Itália             | 1:52:21.0 |
| 11                | Krzysztof Pielowski   | Polónia            | 1:52:24.5 |
| 12                | Christian Reichert    | Alemanha           | 1:52:29.3 |
| 13                | Chad Ho               | África do Sul      | 1:52:29.9 |
| 14                | Ventsislav Aydarski   | Bulgária           | 1:52:30.2 |
| 15                | Vitaliy Khudyakov     | Cazaquistão        | 1:52:30.8 |
| 16                | Shahar Resman         | Israel             | 1:52:32.6 |
| 17                | Jack Brazier          | Austrália          | 1:52:32.8 |
| 18                | Marcel Schouten       | Países Baixos      | 1:52:33.1 |
| 19                | Kirill Abrosimov      | Rússia             | 1:52:35.5 |
| 19                | Fernando Ponte        | Brasil             | 1:52:35.5 |
| 21                | Dániel Székelyi       | Hungria            | 1:52:35.7 |
| 22                | Guillermo Bertola     | Argentina          | 1:52:35.9 |
| 23                | Richard Weinberger    | Canadá             | 1:52:36.0 |
| 24                | Caleb Hughes          | Reino Unido        | 1:52:37.0 |
| 25                | Zu Lijun              | China              | 1:52:38.1 |
| 25                | Rob Muffels           | Alemanha           | 1:52:38.1 |
| 27                | Joaquín Moreno        | Argentina          | 1:52:39.9 |
| 28                | Philippe Guertin      | Canadá             | 1:52:40.6 |
| 29                | Allan do Carmo        | Brasil             | 1:52:40.7 |
| 30                | Ivan Enderica Ochoa   | Equador            | 1:52:57.7 |
| 31                | Johndry Segovia       | Venezuela          | 1:53:39.6 |
| 32                | David Brandl          | Áustria            | 1:54:24.3 |
| 33                | Matěj Kozubek         | Chéquia            | 1:54:24.6 |
| 34                | Ihor Chervynskyy      | Ucrânia            | 1:54:27.2 |
| 35                | An Jiabao             | China              | 1:54:27.5 |
| 36                | Tamás Farkas          | Sérvia             | 1:54:34.0 |
| 37                | Juan Segovia          | Venezuela          | 1:54:37.0 |
| 38                | Asterios Daldogiannis | Grécia             | 1:54:39.1 |
| 39                | Georgios Arniakos     | Grécia             | 1:54:52.3 |
| 40                | Yasunari Hirai        | Japão              | 1:54:52.9 |
| 41                | David Castro          | Equador            | 1:54:56.4 |
| 42                | Marwan El-Amrawy      | Egito              | 1:55:01.5 |
| 43                | Ihor Snitko           | Ucrânia            | 1:55:06.0 |
| 44                | Taiki Nonaka          | Japão              | 1:55:14.1 |
| 45                | Nico Manoussakis      | África do Sul      | 1:56:30.0 |
| 46                | Vít Ingeduld          | Chéquia            | 1:57:59.8 |
| 47                | Fernando Betanzos     | México             | 1:58:16.0 |
| 48                | Shai Toledano         | Israel             | 1:58:23.3 |
| 49                | Evgenij Pop Acev      | Macedônia do Norte | 1:59:55.6 |
| 50                | Haythem Abdelkhalek   | Tunísia            | 1:59:58.2 |
| 51                | Bence Balzam          | Sérvia             | 2:00:01.4 |
| 52                | Arturo Pérez Vertti   | México             | 2:00:53.4 |
| 53                | Rodrigo Caballero     | Bolívia            | 2:01:59.1 |
| 54                | Pedro Pinotes         | Angola             | 2:03:26.5 |
| 55                | Sin Chin Ting Keith   | Hong Kong          | 2:04:38.1 |
| 56                | Kenessary Kenenbayev  | Cazaquistão        | 2:05:14.0 |
| 57                | Peter Gutyan          | Eslováquia         | 2:06:07.0 |
| 58                | Marek Pavuk           | Eslováquia         | 2:07:14.9 |
| 59                | Frank Ojarand         | Estónia            | 2:08:03.0 |
| 60                | Youssef Hossameldeen  | Egito              | 2:09:25.3 |
| 61                | Tse Tsz Fung          | Hong Kong          | 2:09:32.4 |
| 62                | Zedheir Torrez        | Bolívia            | 2:10:34.1 |
| 63                | Emilio Avila          | Guatemala          | 2:12:56.8 |
| 64                | Omkumar Tokalkandiga  | Índia              | 2:13:52.1 |
| 65                | Cristofer Lanuza      | Costa Rica         | 2:15:41.2 |

Legenda
| Recorde mundial       | Recorde mundial (World record)               |                       | Recorde africano                      | Recorde africano (African) |                                           | Q | Classificado por posição (Qualified) |
| Recorde do campeonato | Recorde do campeonato (Championship record)  | Recorde da América    | Recorde da América (Americas)         | q                          | Classificado por melhor tempo (Qualified) |   |                                      |
| Melhor marca do ano   | Melhor marca do ano (World leading)          | Recorde asiático      | Recorde asiático (Asian)              | DNS                        | Não largou (Did not start)                |   |                                      |
| Recorde nacional      | Recorde nacional (National record)           | Recorde europeu       | Recorde europeu (European)            | DNF                        | Não terminou (Did not finish)             |   |                                      |
| Recorde pessoal       | Recorde pessoal do atleta (Personal best)    | Recorde da Oceania    | Recorde da Oceania (Oceania)          | DSQ / DQ                   | Desclassificado (Disqualified)            |   |                                      |
| Recorde da temporada  | Recorde da temporada do atleta (Season best) | Recorde sul-americano | Recorde sul-americano (South America) | NM                         | Sem marca (No mark)                       |   |                                      |